# Postman’s Park
Der Postman’s Park ist ein kleiner Park in der City of London, wenige hundert Meter nördlich der St Paul’s Cathedral und in unmittelbarer Nähe zum Museum of London gelegen. Er ist vor allem für das im Jahr 1900 eröffnete Memorial to Heroic Self-Sacrifice bekannt, das an einfache Menschen erinnert, die bei dem Versuch starben, anderen Menschen das Leben zu retten.

## Geschichte des Parks

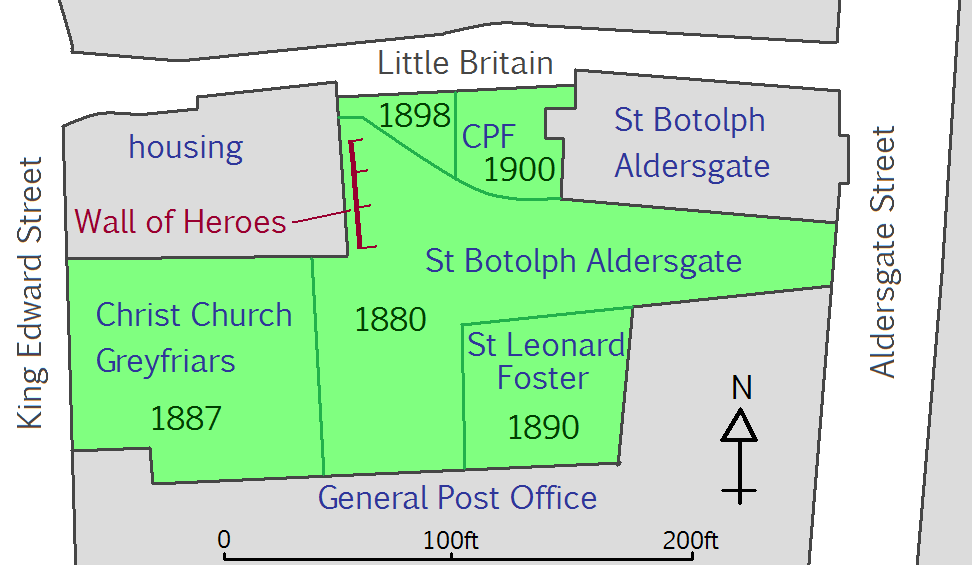
Karte des Parks mit den ursprünglichen Grundstückseigentümern

Den Kern des heutigen Parks bildet der ehemalige Kirchfriedhof der Kirche St Botolph’s Aldersgate, knapp außerhalb der ehemaligen Stadtmauer gelegen. Die ursprüngliche Kirche hatte den Großen Brand von London im Jahr 1666 überstanden, wurde aber 1789 durch einen Neubau ersetzt, der – abgesehen von der Ostfassade – im Wesentlichen noch heute erhalten ist.
Unweit von St Botolph’s gab es zwei weitere Pfarrkirchen, die ehemalige Klosterkirche Christ Church Greyfriars im Südwesten und St Leonard, Foster Lane im Süden. Die Friedhöfe beider Pfarreien befanden sich allerdings nicht direkt bei der jeweiligen Kirche, sondern grenzten unmittelbar an den von St Botolph’s an. Beide Kirchen brannten 1666 nieder. Während an der Stelle von Christ Church Greyfriars ein Neubau nach Plänen von Christopher Wren entstand, wurde auf den Wiederaufbau von St Leonard verzichtet. Beide Pfarreien wurden zusammengelegt, behielten aber formell jeweils ihren eigenen Friedhof. Im Zweiten Weltkrieg wurde Christ Church Greyfriars mit Ausnahme des Turms bei einem deutschen Luftangriff erneut zerstört; die Ruine ist heute ein Mahnmal.
Mitte des 19. Jahrhunderts waren aufgrund des Bevölkerungswachstums in London die städtischen Friedhöfe überfüllt, und es herrschten katastrophale hygienische Zustände. Auf Grundlage eines 1832 erlassenen Bestattungsgesetzes entstanden in der Umgebung von London sieben neue große Friedhöfe, genannt die Magnificent Seven. Ein weiteres Gesetz von 1852 verbot schließlich neue Bestattungen innerhalb der Stadt.
1858 beschloss die Pfarrgemeinde von St Botolph’s, den Friedhof aufzulassen und in einen öffentlichen Park umzuwandeln. Ende November erschien in der London Gazette folgende Bekanntmachung:

“Parish of St. Botolph Without, Aldersgate, in the city of London.
The Churchwardens of the above parish hereby give notice that they intend to plant, pave, or cover over the churchyard and burial-ground. Persons having relatives interred in the said churchyard or burial-ground will be permitted (under certain regulations) to remove and inter the remains of such relatives in any burial-ground or cemetery, without the city. Persons also, to the memory of whose relatives any tomb, monument, or inscription may have been erected therein, may (under the like regulations) cause such tomb or grave-stones to be removed and taken away; but such removal, in either case, must be at the expense of the persons causing the same to be done. Applications for either of the above purposes must be made, in writing, on or before Monday, the 20th day of December, 1858, addressed to Mr. Henry Piper, Vestry Clerk, 15, Carthusian-street, Aldersgate.”

„Pfarrei St. Botolph Without, Aldersgate, in der City of London.
Die Kirchenvorsteher der oben genannten Gemeinde geben hiermit bekannt, dass sie beabsichtigen, den Kirchhof und Begräbnisplatz zu bepflanzen, zu pflastern oder zu überdecken. Personen, deren Verwandte auf dem genannten Kirchhof oder Friedhof begraben sind, ist es (unter bestimmten Vorschriften) gestattet, die sterblichen Überreste dieser Verwandten zu entfernen und außerhalb der Stadt auf jedem Grabplatz oder Friedhof beizusetzen. Auch Personen, die zum Andenken an ihre Verwandten dort ein Grab, ein Denkmal oder eine Inschrift errichten ließen, können (gemäß den entsprechenden Vorschriften) veranlassen, dass solche Gräber oder Grabsteine entfernt und weggebracht werden; eine solche Entfernung muss jedoch in jedem Fall auf Kosten der Personen erfolgen, die sie veranlasst haben. Anträge für einen der oben genannten Zwecke sind schriftlich bis spätestens Montag, den 20. Dezember 1858, an Herrn Henry Piper, Sakristeischreiber, 15, Carthusian-Street, Aldersgate, zu richten.“

Die Räumung und Umgestaltung des Friedhofs ging jedoch nur langsam voran, so dass der Park erst 1880 eröffnet werden konnte. 1887 wurde der Friedhof von Christ Church Greyfriars an die Gemeinde von St Botolph’s übergeben. Auch er wurde geräumt und in den Park integriert. Zuvor mussten dort jedoch zusätzliche 1,8 Meter Erdboden aufgeschüttet werden, um das Geländeniveau an das des Friedhofs von St Botolph’s anzugleichen. Dies war nötig, da die Toten dort oftmals einfach über den bereits früher Bestatteten beigesetzt worden waren, ohne diese vorher zu exhumieren. Auch der Friedhof von St Leonard, Foster Lane wurde um 1,2 Meter erhöht, formell allerdings erst 1890 mit dem Park vereinigt. 1898 und 1900 wurden dann noch zwei kleine Grundstücke im Norden des Parks in diesen integriert.

## Herkunft des Namens

St. Martins Le Grand vor 1910. Rechts das ursprüngliche Gebäude des General Post Office, links das Telegrafenamt und dahinter der Nordflügel. Der Park befindet sich hinter dem Nordflügel.

In den 1820er Jahren entstand südöstlich von St Botolph’s, auf der Ostseite der Straße St. Martins Le Grand, das neue Hauptquartier des General Post Office. 1870 wurde auf der gegenüberliegenden Straßenseite ein zusätzliches Gebäude für die neue Telegrafenabteilung errichtet, 1890 unmittelbar nördlich davon noch ein Erweiterungsbau, der mit seiner Nordseite direkt an den Park angrenzte. Da sich die Angestellten des General Post Office in der Mittagspause gerne im nahe gelegenen Park trafen, wurde dieser schließlich Postman’s Park genannt.
Von den drei Gebäuden des GPO ist heute nur noch das nördliche, unmittelbar an den Park angrenzende erhalten. Es wurde in den 1980er Jahren an die Nomura Holdings verkauft, unter Erhaltung der historischen Fassade umgebaut und ist heute als Nomura House bekannt.

## Beschreibung des Parks
Im Westen wird der Postman’s Park von der King Edward Street begrenzt, im Norden von der Straße Little Britain und im Osten von der Aldersgate Street bzw. St. Martins Le Grand, wobei der Namenswechsel genau auf Höhe des Parkeingangs stattfindet. Auch im Westen befindet sich ein Eingang, nicht jedoch im Norden.
Das Nomura House, das ehemalige General Post Office North, erstreckt sich über die gesamte Südseite sowie die Südostecke des Areals. In der Nordostecke steht die Kirche St Botolph’s Aldersgate. Die Nordwestecke nimmt ein mehrstöckiges Wohngebäude ein, an dessen Außenwand sich auch das Memorial to Heroic Self-Sacrifice befindet.
Im Park befinden sich noch etliche Überreste der ehemaligen Friedhöfe, darunter zahlreiche alte Grabsteine, die entlang der Wände der umgebenden Gebäude aufgereiht sind, ein Truhengrab sowie der Sockel eines Kreuzes und ein Springbrunnen.
In dem grabenartigen Lichtschacht zwischen Nomura House und dem Park liegt ein Teil der Südseite der als Futtermauer genutzten römischen Stadtmauer frei, ist vom Park aus allerdings nur schwer zu sehen. Weitere Teile der Stadtmauer sowie einer mittelalterlichen Bastion sind unterirdisch erhalten.
Zu den Pflanzen, die im Park wachsen, zählen auch eher seltene Arten wie Bananen oder der Taschentuchbaum.

## Memorial to Heroic Self-Sacrifice

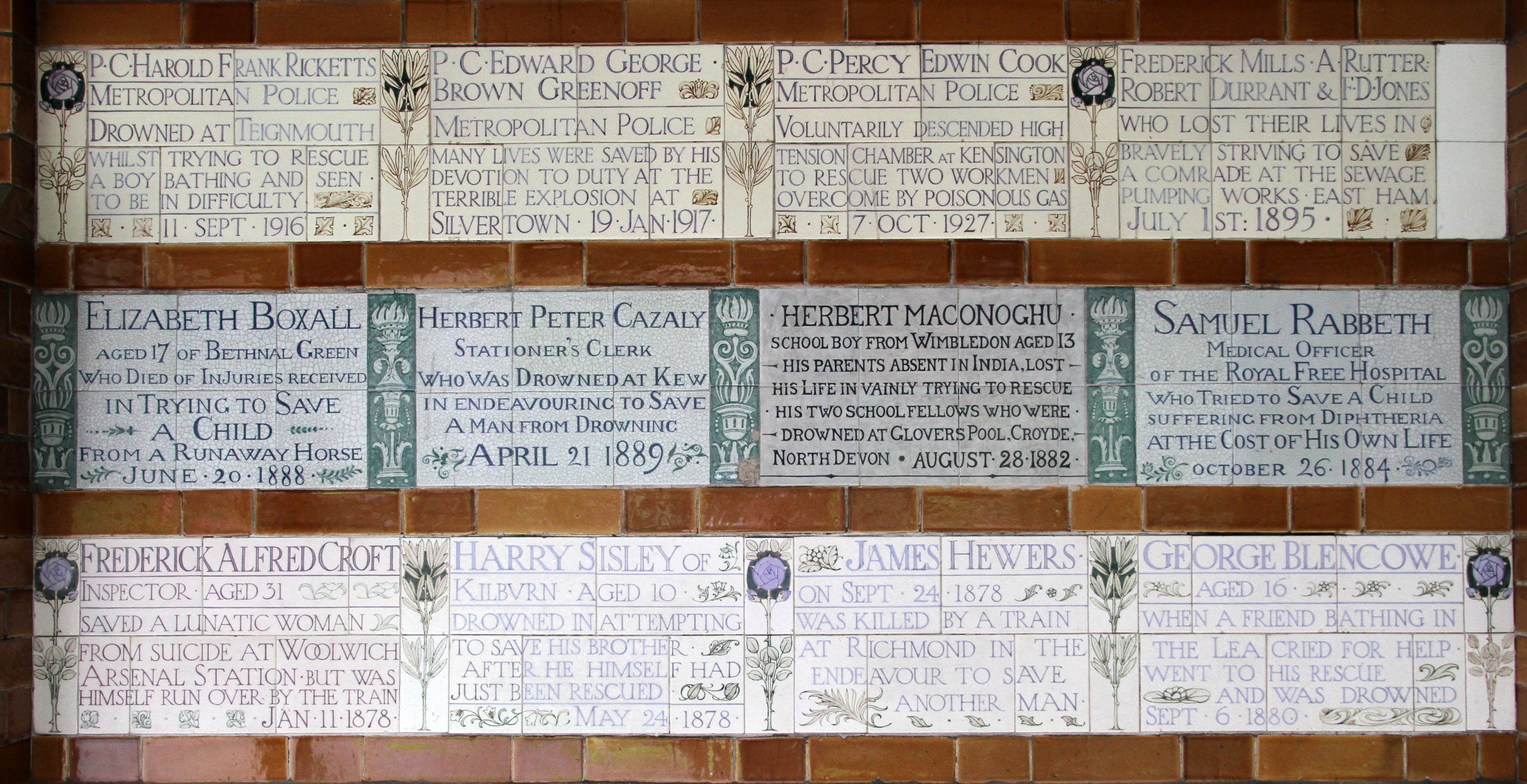
Zwölf der vierundfünfzig Tafeln

Das Memorial to Heroic Self-Sacrifice geht auf eine Initiative des Malers und Bildhauers George Frederic Watts zurück. Er verfolgte schon seit den 1860er Jahren die Idee, ein Denkmal für gewöhnliche Menschen zu schaffen, die anderen Menschen das Leben gerettet (oder es zumindest versucht) und dabei ihr Leben geopfert hatten, die aber in Vergessenheit zu geraten drohten.
Nach mehreren vergeblichen Anläufen, bei denen Watts unterschiedliche Varianten und Standorte ins Auge fasste, wurde schließlich im nordwestlichen Teil des Postman’s Park ein 15 Meter langer und 2,7 Meter hoher, offener hölzerner Anbau mit Ziegeldach errichtet. Darunter bot eine terrakottafarben geflieste Wand in sechs flachen Nischen Platz für 120 Tafeln aus glasierter Keramik in fünf Reihen übereinander (je vier Tafeln pro Reihe in jeder Nische). Zum Zeitpunkt der Eröffnung am 30. Juli 1900 waren jedoch erst vier Tafeln angebracht, bis zu Watts’ Tod im Jahr 1904 kamen noch neun dazu. Bis 1931 war die Zahl auf 53 angewachsen. 2009 kam schließlich eine 54. Tafel hinzu. Sie erinnert an den 30-jährigen Drucker Leigh Pitt, der einen neunjährigen Jungen vor dem Ertrinken gerettet hatte und dabei selbst umgekommen war.
Auf den derzeit 54 Tafeln werden insgesamt 62 Personen genannt, davon acht Kinder, neun Frauen und 45 Männer.

## Covid-19-Denkmal
Nach dem Ende der COVID-19-Pandemie werden derzeit Überlegungen angestellt, im Postman’s Park ein Denkmal für die Mitarbeiter des National Health Service und ihren Einsatz während der Pandemie zu errichten.

## Denkmalschutz
Das Memorial to Heroic Self Sacrifice wird in der Denkmalliste als „besonders bedeutendes Bauwerk von allgemeinem Interesse“ (Grade II*) geführt.
Das östliche Tor und der Gitterzaun, also der Eingang zum ehemaligen Kirchhof von St Botolph’s, sind als „Bauwerke von nationaler Bedeutung und speziellem Interesse“ (Grade II) eingestuft, ebenso wie eine unmittelbar außerhalb des Zauns aufgestellte Polizei-Notrufsäule.
Die Kirche St Botolph’s Aldersgate selbst fällt sogar in die höchste Kategorie „Bauwerke von außerordentlicher, teilweise internationaler Bedeutung“ (Grade I).
Die Reste der römischen Stadtmauer sowie der mittelalterlichen Bastion sind seit 1974 ebenfalls in der Denkmalliste eingetragen, allerdings noch nicht offiziell unter Schutz gestellt.

## Filmische Rezeption
In dem 2004 erschienenen Film Hautnah benutzt eine von Natalie Portman gespielte Person drei Jahre lang den Namen Alice Ayres. Erst später entdeckt der von Jude Law gespielte männliche Protagonist, dass sie diesen Namen einer der Gedenktafeln entnommen hatte.
2021 diente der Postman’s Park in dem Film Eine Handvoll Worte (The Last Letter from Your Lover) mehrfach als Ort für eine Verabredung.

## Bildergalerie

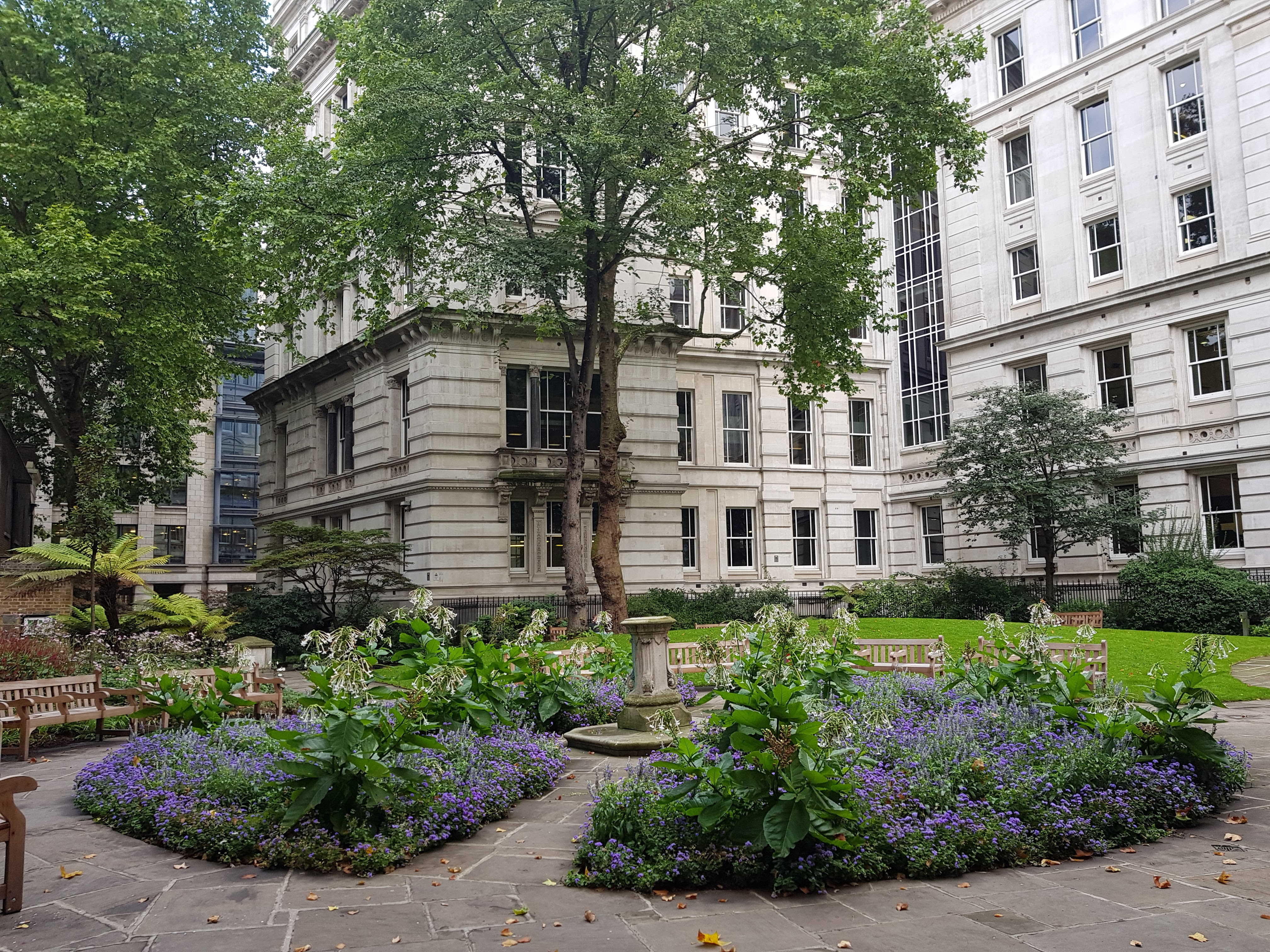
Blick Richtung Südosten, im Hintergrund das Nomura House
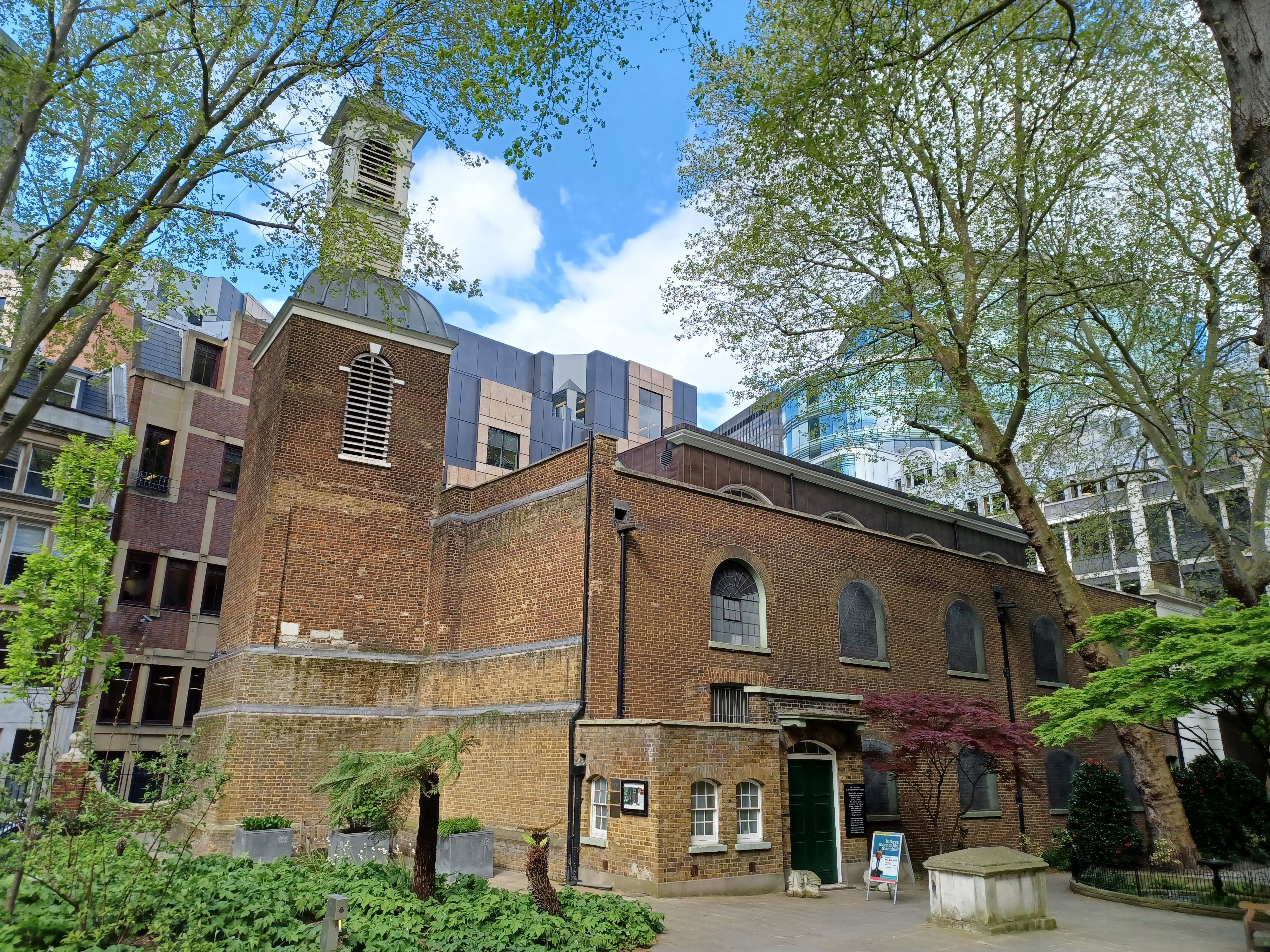
St Botolph’s Aldersgate
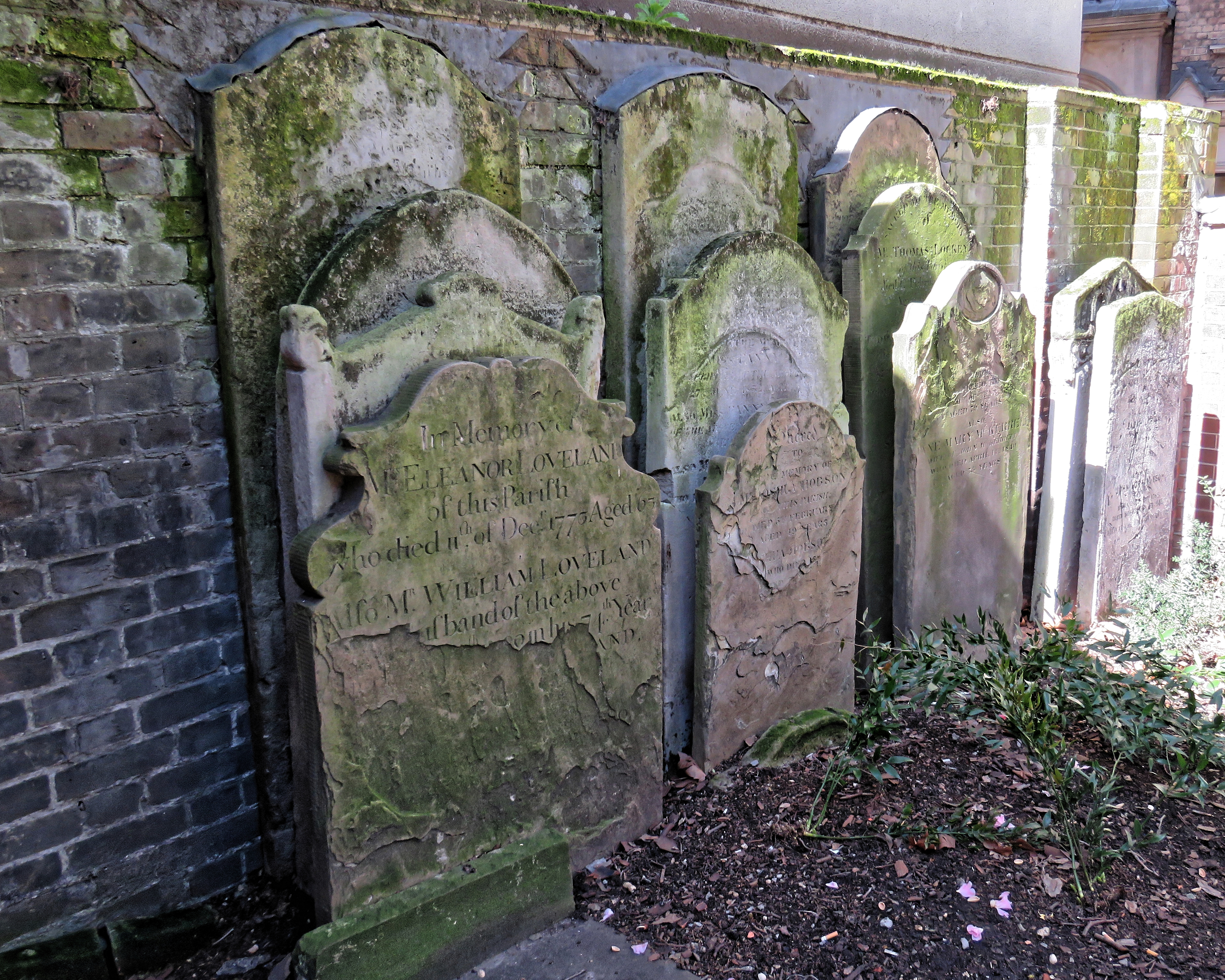
Alte Grabsteine
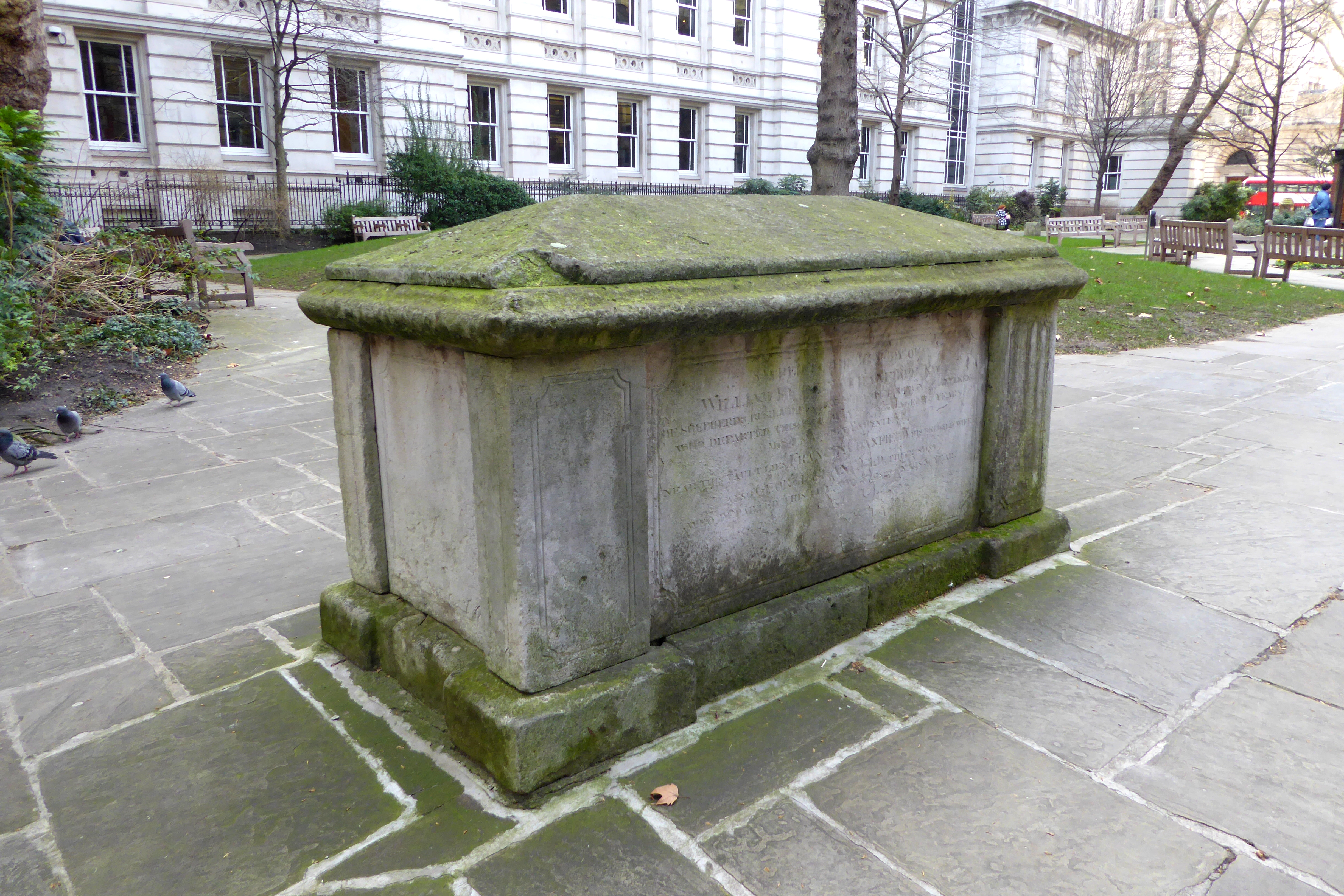
Truhengrab
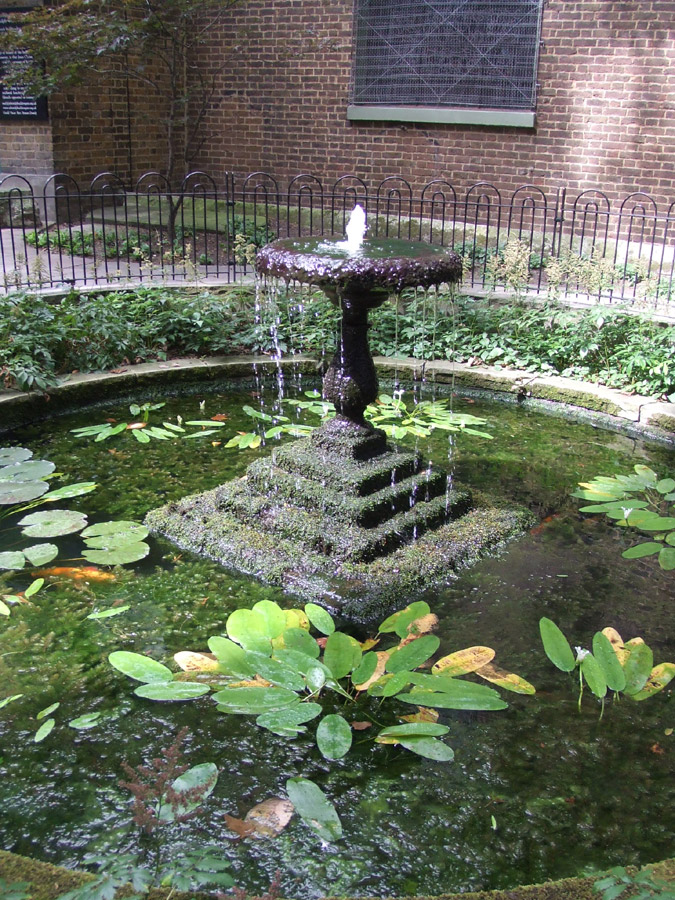
Springbrunnen
Trinkbrunnen auf der Ostseite des Parks mit einem Teil des denkmalgeschützten Zauns
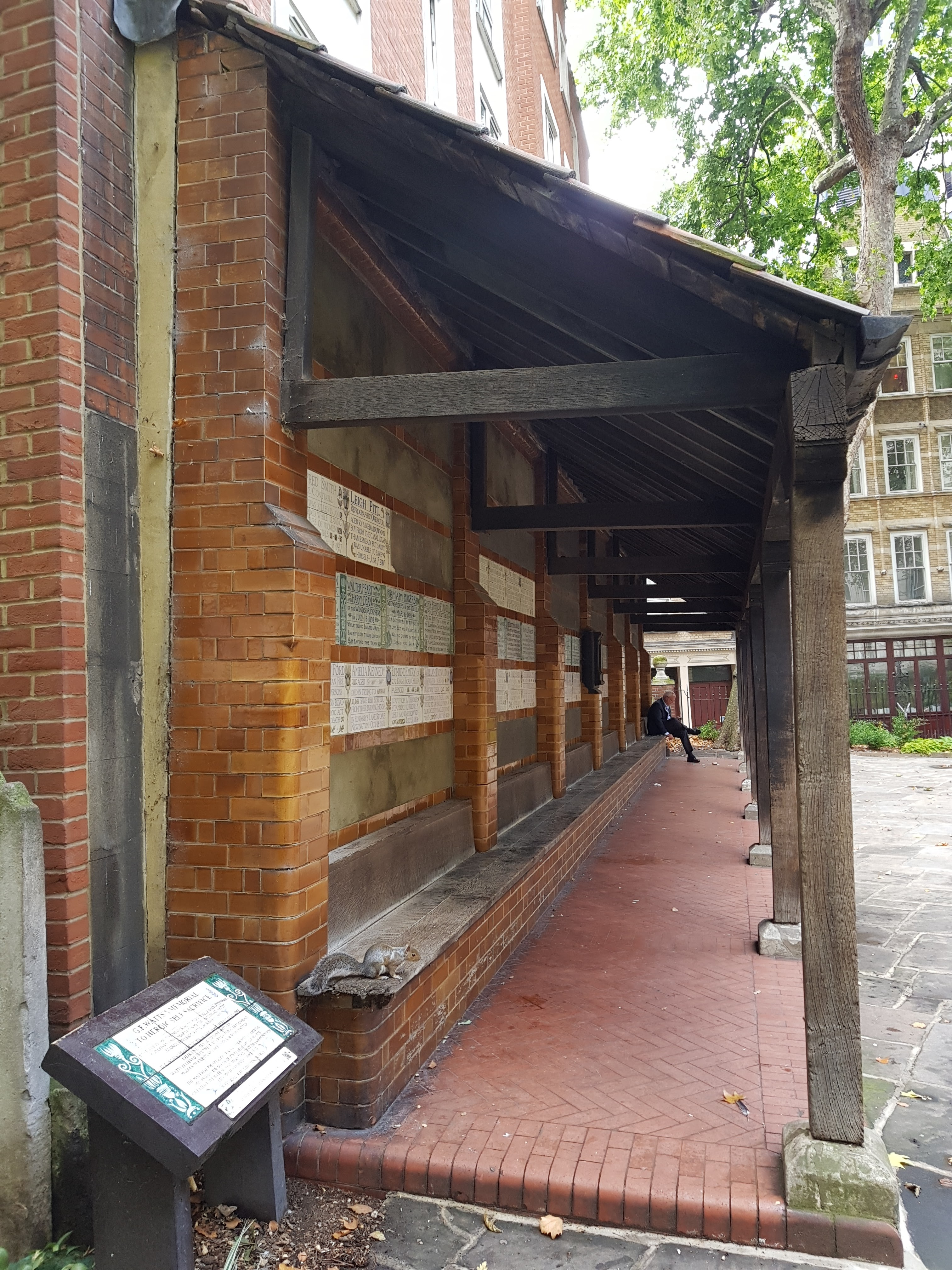
Das Memorial to Heroic Self-Sacrifice